# إيس أتورني
إيس أتورني، (بالإنجليزية: Ace attorney)، أو تعرف في اليابان، بـإسم (Gyakuten Saiban)، هي سلسلة العاب مغامرات، أو تسمى (بالرواية المصورة)، أنشئت من قِبل (شو تاكومي)، ونشرت بواسطة شركة (كابكوم)، هذه اللعبة تعتمد بشكل رئيسي على التحقيق في بعض القضايا، والتي تتطلب جمع الأدلة، والتأكد منها، والتعرف على المجرم، والتحقيق معه وطرح الأسئلة عليه.
أول ثلاثة اجزاء من هذه السلسلة صدرت في اليابان على جهاز غيم بوي أدفانس، ومن ثم حولت إلى جهاز نينتندو دي أس، كما حولت إلى اللغة الإنجليزية، وعدد من اللغات الأخرى.
بداية من الجزء الرابع، بدأ تطوير اللعبة على جهاز الـ(نينتندو دي أس)، الألعاب الي أعيد صنعها والألعاب الجديدة استفادت من مميزات الـ(DS) مثل الميكروفون، وشاشة اللمس. السلسلة صدرت على خدمة الـ(Wii ware) في اليابان في 15 ديسمبر 2009 كما صدرت في أمريكا الشمالية 11 يناير 2010.
سميت الثلاثة الأجزاء الأولى على اسم بطل الرواية (Phoenix Wright). الجزء الرابع بعد 7 سنوات من نهاية الجزء الثالث ظهر بطل جديد (Apollo Justice)، و(Miles Edgeworth) الذي ظهر في أحد الأجزاء الثلاثة الأولى ظهر بشخصية البطل في جزء فرعي بين الجزء الثالث والرابع.

## الألعاب
سلسلة (Ace attorney) قدمت 15 جزء بدأت بثلاثية الـ(غيم بوي أدفانس) والتي سميت بـ(Gyakuten Saiban) صدرت فقط في اليابان بين سنتي 2001 و2004 ،الأجزاء الثلاثة الأولى لم تحول إلى جهاز الـ(DS)، في 2005 العنوان الرئيسي (Gyakuten Saiban) حُوِل إلى جهاز الـ(DS) ولما حولت اللعبة إلى جهاز الـ(DS) في اليابان احتوت اللعبة على اللغتين اليابانية وخيار للغة الإنجليزية وأصبحت اللعبة بالتالي من أهم وأفضل الألعاب. في أكتوبر سنة 2005، الأجزاء التي وُضِع بها خيار لللغة الإنجليزية انتقلت للنسخ الأمريكية في أمريكا الشمالية (Phoenix Wright: Ace Attorney)، والنسخ الأوروبية تبعتها أيضًا. الجزء الرابع من اللعبة (Apollo Justice: Ace Attorney) يعتبر أول جزء أُصدِر خصيصًا لجهاز الـ(DS)و لا يحتوي على أي خيار للغة الإنجليزية في النسخة اليابانية.